# Getüpfelte Mormonentulpe
Die Getüpfelte Mormonentulpe (Calochortus superbus) ist eine Pflanzenart aus der Gattung Mormonentulpen (Calochortus) in der Familie der Liliengewächse (Liliaceae).

## Merkmale
Die Getüpfelte Mormonentulpe ist eine ausdauernde krautige Pflanze, die Wuchshöhen von 40 bis 60 Zentimeter erreicht. Dieser Geophyt bildet Zwiebeln als Überdauerungsorgane. Die Nektardrüse ist wie eine schmale Mondsichel oder ein Winkel geformt. Die Perigonblätter sind 2 bis 4 Zentimeter lang, weiß, lavendelfarben oder gelblich gefärbt und haben einen braunen oder purpurnen Basalfleck, der gelb umrandet ist. Die äußeren Perigonblätter sind lanzettlich, die inneren verkehrteiförmig.
Die Blütezeit reicht von Juni bis Juli.

## Vorkommen
Die Getüpfelte Mormonentulpe kommt in Kalifornien in trockenen, offenen Hängen und in Gelbkiefernwäldern in Höhenlagen von 0 bis 1700 Meter vor.

## Belege
- Eckehart J. Jäger, Friedrich Ebel, Peter Hanelt, Gerd K. Müller (Hrsg.): Rothmaler Exkursionsflora von Deutschland. Band 5: Krautige Zier- und Nutzpflanzen. Spektrum Akademischer Verlag, Berlin Heidelberg 2008, ISBN 978-3-8274-0918-8.